# Khākhīān
Khākhīān (persiska: خاخیان) är en ort i Iran.   Den ligger i provinsen Khorasan, i den nordöstra delen av landet, 700 km öster om huvudstaden Teheran. Khākhīān ligger 543 meter över havet och antalet invånare är 266.
Terrängen runt Khākhīān är platt åt sydväst, men åt nordost är den kuperad.Runt Khākhīān är det ganska glesbefolkat, med 28 invånare per kvadratkilometer. Närmaste större samhälle är Jashnābād, 11,6 km väster om Khākhīān. Omgivningarna runt Khākhīān är i huvudsak ett öppet busklandskap.